# Voo El Al 402
O voo El Al 402 foi um voo internacional de passageiros de Londres a Tel Aviv, via Viena e Istambul. Em 27 de julho de 1955, o voo, operado por um Lockheed Constellation prefixado como 4X-AKC, invadiu o então espaço aéreo búlgaro comunista e foi atacado por dois caças a jato búlgaros MiG-15, caindo perto de Petrich. Todos os sete tripulantes e 51 passageiros a bordo do avião morreram. O acidente ocorreu em meio a relações altamente tensas entre o Bloco Oriental e o Bloco Ocidental e foi o mais mortal envolvendo o Constellation até então.

## Histórico do voo
O Constellation originou seu voo semanal programado de Londres e partiu do Aeroporto Internacional de Viena (VIE) às 02h53, com destino ao Aeroporto de Lod de Tel Aviv (agora renomeado para Aeroporto Ben Gurion) via Istambul. Como o voo deveria aproximar-se de um espaço aéreo hostil sobre a República Popular da Bulgária, o avião foi instruído a permanecer na aerovia Amber 10 sobre um espaço aéreo amigável da Iugoslávia e da Grécia a caminho de Istambul.

## Incidente

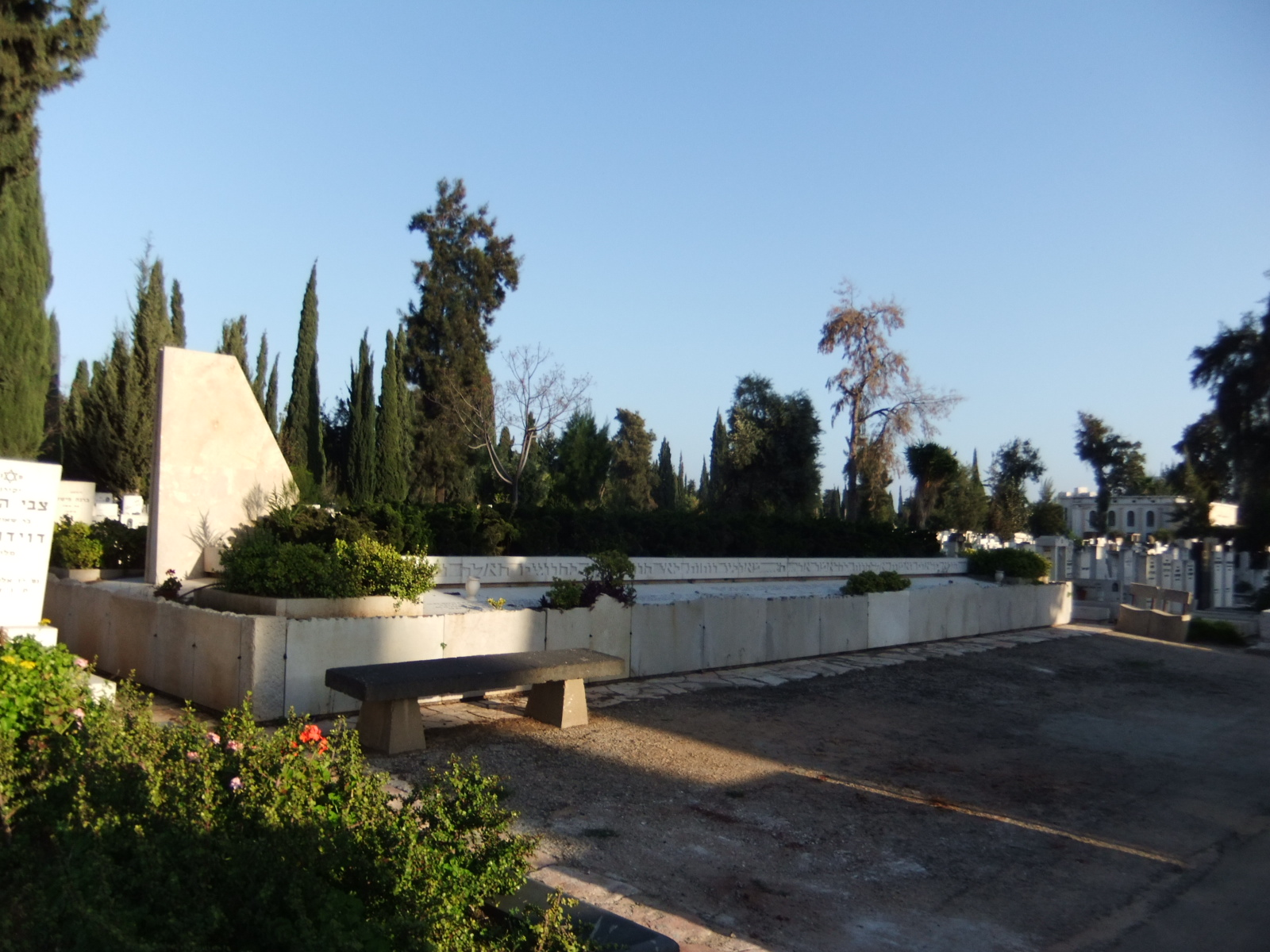
Memorial às 58 vítimas no Cemitério Kiryat Shaul em Tel Aviv

A travessia da aeronave da fronteira ocidental da Bulgária foi registrada por um posto de observação do exército búlgaro perto da cidade de Tran. A Defesa Aérea embaralhou dois jatos MiG-15 com os pilotos Petrov (líder do par) e Sankiisky por ordem do Subcomandante em Chefe de Defesa Aérea, Gen. Velitchko Georgiev.:314 Os MiGs decolaram do aeroporto de Dobroslavtsi e foram os responsáveis pela defesa da capital, Sófia.
De acordo com os pilotos Petrov e Sankiisky, Sankiisky primeiro tentou alertar o avião da El Al de que ele estava em violação, disparando rondas de sinalização na frente do nariz do Constellation. Petrov então repetiu o aviso. O Constellation inicialmente fingiu seguir as instruções e acionou seus flaps e trem de pouso, mas depois os retraiu bruscamente e mudou o curso para a Grécia em uma tentativa de escapar dos caças.
O relato dos pilotos foi posteriormente contestado, já que o local do acidente nas encostas da colina Kozhuh perto da vila de Rupite, município de Petrich, a apenas alguns quilômetros da fronteira com a Grécia, sugere que o voo da El Al foi seguido sem ser alvejado até os últimos minutos sobre o território búlgaro.
A ordem final do abate foi dada por Georgiev, que disse: “Se o avião está deixando nosso território, desobedecendo às ordens, e não sobra tempo para mais avisos, então abatam-no.”:315 O avião foi atingido pelos canhões do MiG-15 e depois desceu, quebrando-se a 2 000 pés (610 metros), e caiu em chamas ao norte da cidade de Petrich, Bulgária, perto das fronteiras da Iugoslávia e da Grécia, matando sete tripulantes e 51 passageiros.
No início, porém, especulou-se que a aeronave não foi derrubada por caças, mas por canhões antiaéreos do solo. No dia seguinte, o governo búlgaro admitiu ter abatido o avião. Expressou pesar e organizou um inquérito oficial, mas não permitiu que uma equipe de investigação de seis homens de Israel participasse. Isso foi criticado por fontes israelenses e búlgaras dentro da investigação.

## Investigação

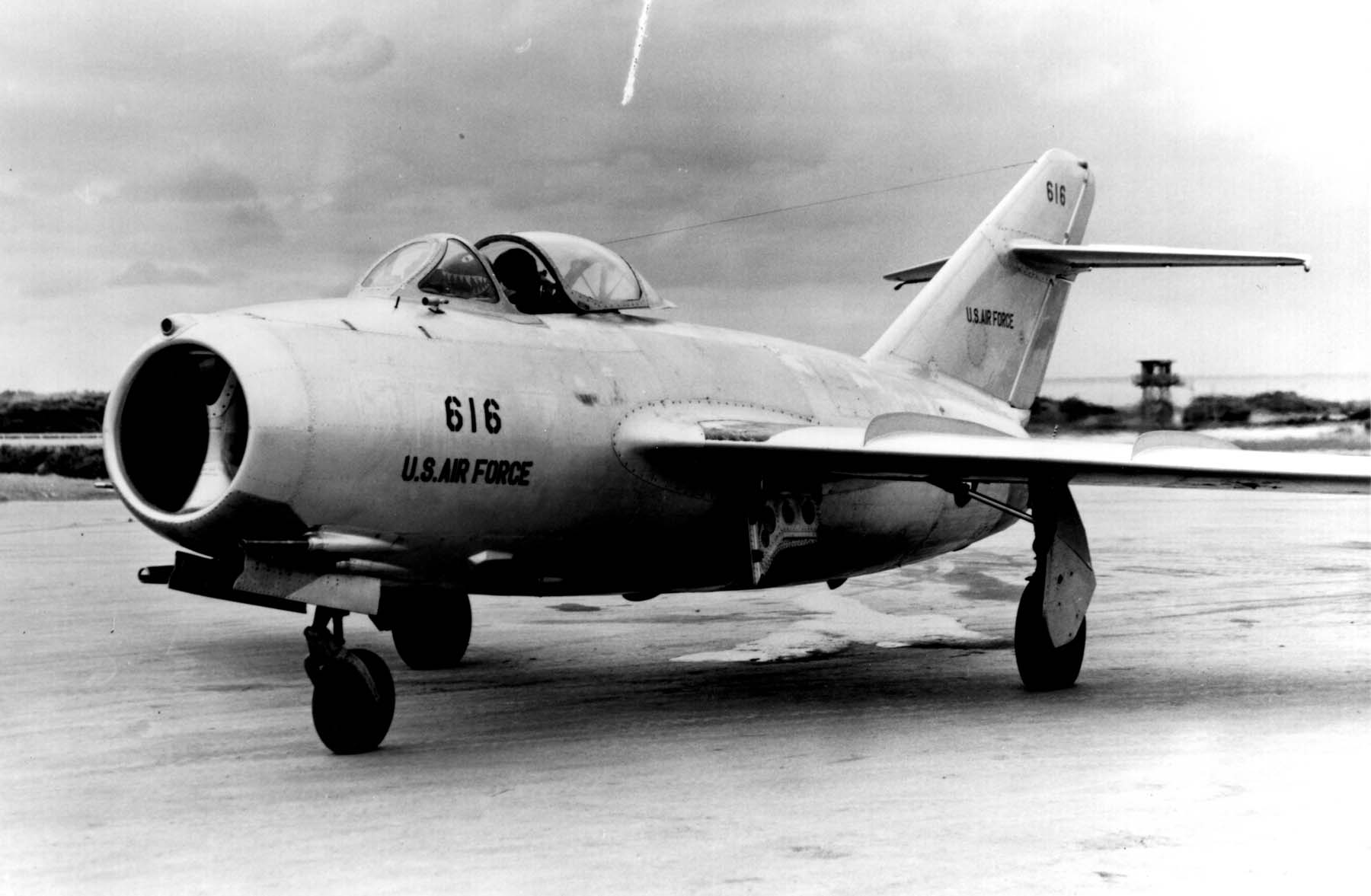
MiG-15 similar aos jatos búlgaros que derrubaram o voo El Al 402

O acidente foi investigado e a seguinte declaração de causa provável foi emitida:
A aeronave sofreu um golpe ou golpes que causaram perda de pressurização e incêndio no compartimento do aquecedor. A aeronave quebrou no ar devido à explosão causada por balas atingindo a asa direita e provavelmente a asa esquerda juntamente com um projétil ou projéteis de grande calibre na extremidade traseira da fuselagem.
O motivo pelo qual o avião desviou de sua rota planejada nunca foi estabelecido com opiniões altamente conflitantes de investigadores israelenses e búlgaros. Uma possibilidade é que, usando a navegação NDB, a atividade de trovoadas na área pode ter perturbado o equipamento de navegação de forma que a tripulação acreditou que eles estavam sobre o beacon de rádio de Escópia e viraram para um curso de saída de 142 graus, mas esta versão não é suportada por nenhuma evidência factual de tempestades na área e é contestado tanto pelos militares búlgaros quanto pelos atuais historiadores da aviação búlgara. Está firmemente estabelecido apenas que o voo da El Al, voando no FL180 (uma altitude de aproximadamente 18 000 pés (5 490 metros) acima do nível do mar), desviado da via aérea Amber 10 sobre o espaço aéreo iugoslavo para o território búlgaro. Contornando a cidade de Trăn, o avião da El Al viajou um total de 200 quilômetros (124 milhas) sobre o território búlgaro em 120 quilômetros (74,6 milhas) distância da fronteira búlgara-iugoslava antes de ser abatido.[carece de fontes?]
Como ação de acompanhamento/segurança, foi recomendado que mais estações VOR fossem usadas na via aérea Amber 10 em vez de apenas uma no momento do acidente.

## História postal

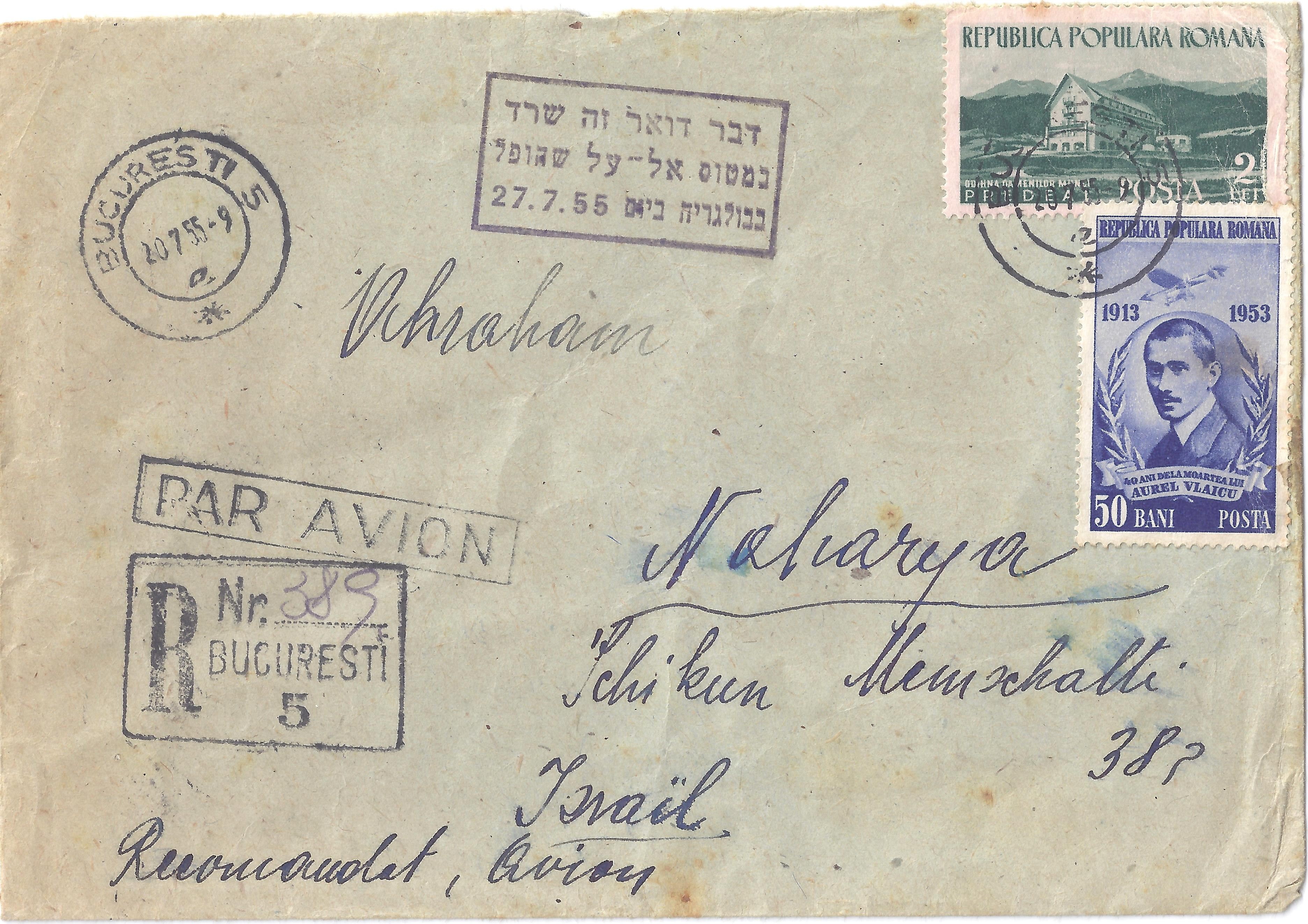
Cobertura do acidente do voo El Al 402

Sabe-se que a correspondência transportada neste voo teve origem na Alemanha, nos Países Baixos, na Romênia e na União Soviética. Uma pequena parte da correspondência foi recuperada do acidente. Conforme observado em Kibble, quando a correspondência sobrevivente chegou a Tel Aviv, foi carimbada com uma marca de instrução em hebraico antes de ser enviada para seu destino final em Israel. A marca de instrução violeta em caixa diz (traduzido do hebraico):
“Esta correspondência sobreviveu no avião da El-Al que foi abatido sobre a Bulgária em 27 de julho de 1955.”
 O texto em hebraico é 2 mm (0,0787 in)–3 mm (0,118 in) em tamanho, enquanto o contorno da marcação de instrução em caixa é 19 mm (0,748 in)×36 mm (1,42 in) em tamanho.

## Resultado
O incidente ocorreu durante a Guerra Fria com cada lado interpretando as ações do outro como uma provocação séria. O governo comunista búlgaro viu o acidente como uma erosão da détente nas relações Leste/Oeste alcançada nas negociações em Genebra no início do mesmo ano. Ambos os pilotos foram considerados para rebaixamento e ameaçados de prisão pelo Ministro do Interior Georgi Tzankov, mas os pilotos estavam determinados a ter cumprido ordens.
Embora o governo búlgaro a princípio se recusasse a aceitar a responsabilidade, culpando o avião israelense por penetrar em seu espaço aéreo sem autorização, ele acabou emitindo um pedido formal de desculpas afirmando que os pilotos de caça foram “apressados” em abater o avião e concordaram em pagar uma indenização a famílias das vítimas.